# 위리진

위리진의 위치

위리진(한국어: 옥리진, 중국어: 玉里鎮, 병음: Yùlǐ Zhèn)은 중화민국 화롄 현의 진이다. 넓이는 252.3719km2이고, 인구는 2015년 8월 기준으로 25,132명이다.

## 지리
위리진은 화롄현 남동부에 위치하고, 북쪽은 루이수이향과 동쪽은 펑빈향, 타이둥현 창빈향과 서쪽은 줘시향과 남쪽은 푸리향과 각각 접하고 있다. 화롄현 제3의 도시이며 현 남부의 중심 도시이다. 화둥 종곡 평원에 위치하고 서쪽은 중양산맥, 동쪽은 하이안산맥과 산에 둘러싸여 슈구롼시(秀姑巒渓)와 그 지류가 흐르고 있다.

## 역사
위리진의 옛 이름은 박석각(璞石閣)이다. 그 유래에 대해서는 여러 가지 설이 있지만, 유력한 것으로는 부눈어로 '풍진'에서 유래한다는 설이 있다. 이것은 슈구롼시가 흐르고 있지만, 겨울에는 바싹 말라 바람에 흙먼지가 날리는 것에서 명명되었다는 것이다.
위리진은 옛날에는 아메이족, 부눈족, 시라야족 및 카발란족의 활동 범위의 교차 지대였다. 일본 통치 시대의 1917년에 화둥선이 개통되면서 다마자토(玉里)로 개칭되었다. 1920년의 타이완 지방 제도 개편 때 다마자토장(玉里庄)이 설치되었고 1937년에 다마자토가(玉里街)로 승격해, 가렌코청 다마자토군에 속했다. 전후 화롄현 위리진으로 개편되어 현재에 이르고 있다.

## 교통
- 타이완 철로관리국 화둥선

## 관광
- 위산 국가공원
- 바퉁관 고도